# Bertram Bauer
Bertram Bauer (* 17. Februar 1940 in Bad Kissingen) ist ein Generalarzt außer Dienst des Heeres der Bundeswehr.

## Leben
Bauer wurde 1971 an der Eberhard Karls Universität Tübingen promoviert. Im Oktober 1976 wurde Bauer Kommandeur des Sanitätslehrregiements 865 in München. Anschließend war er ab April 1979 Referent P V 7 im Bundesministerium der Verteidigung (BMVg) in Bonn. Es folgte ab Oktober 1981 eine Verwendung als Abteilungsleiter G3 im Sanitätsamt in Bonn-Beuel. Im April 1987 wurde er Referatsleiter InSan 2 im BMVg in Bonn. Von April 1991 bis zu seiner Versetzung in den Ruhestand mit Ablauf des März 1993 war er Leiter der Abteilung Sanitäts- und Gesundheitswesen beim Territorialkommando Ost in Potsdam.

## Veröffentlichungen
- Untersuchungen über das Verhalten des Reststickstoffs im Blut sowie über das Vorkommen von Retinalblutungen bei Neugeborenen. Tübingen 1971.